# ادوارد چارلز تیچمارش
ادوارد چارلز تیچمارش (انگلیسی: Edward Charles Titchmarsh؛ ۱ ژوئن ۱۸۹۹ – ۱۸ ژانویهٔ ۱۹۶۳) یک دانشمند در زمینه آنالیز ریاضی اهل بریتانیا بود.